# سیم

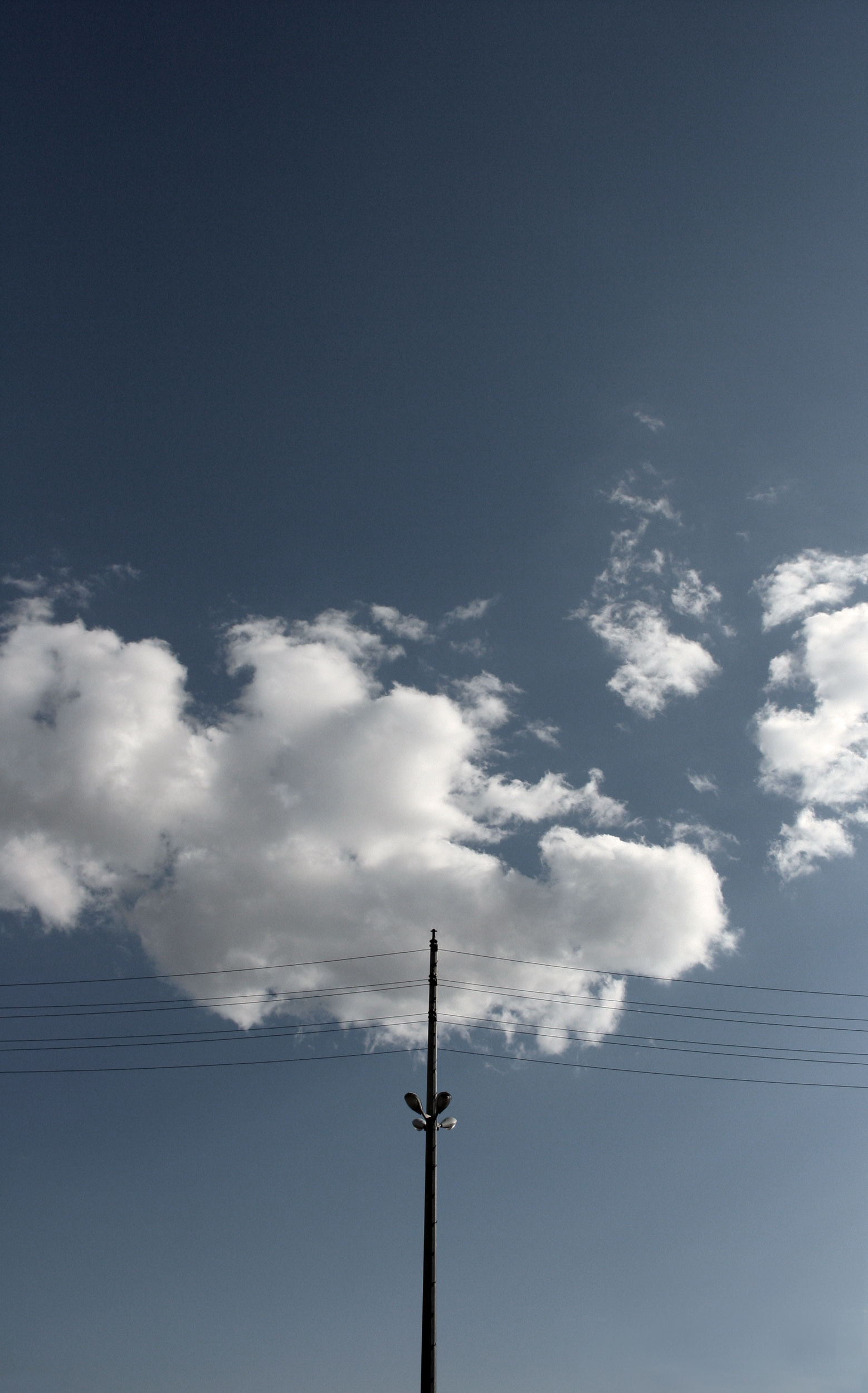
سیم‌های برق

سیم برای انتقال جریان الکتریکی از مکانی به مکان دیگر کاربرد دارد. عامل انتقال جریان، فلزِ سیم است که رسانای جریان است.  
واژهٔ «سیم»، علاوه بر موردهای برقی، برای سیم گیتار، تار و غیره در سازهای زهی، به همراه واژهٔ «تار» نیز کاربرد دارد.

## انواع سیم و کاربردشان
سیم‌ها به هادی‌های با روکش تا 25 میلی‌متر مربع و هادی‌های بدون روکش از ۱۰ تا ۱۲۰ میلی‌متر مربع گویند. سیم‌های پر کاربرد را به سه دسته زیر تقسیم‌بندی کرد:
1. سیم‌های افشان
2. سیم‌های نیمه افشان یا رشته‌ای
3. سیم‌های مفتولی یا خشک یا استخوانی

استفاده از سیم‌های افشان در سیم کشی ساختمان ممنوع می‌باشد به جز در مواردی که مجموع زوایای سیم کشی بیشتر از ۳۶۰ درجه باشد.
در صورت استفاده از سیم افشان در سیم کشی ساختمان استفاده از سر سیم الزامی است.
از سیم‌های رشته‌ای بیشتر در سیستم اتصال زمین و خطوط هوایی کاربرد دارد و استفاده از سیم‌های مفتولی در سیم کشی ساختمان مجاز می‌باشد.

## ولتاژ نامی سیم
«ولتاژ نامی سیم»، به ولتاژی گفته می‌شود که سیم، برای آن ولتاژ طرّاحی شده است و بر پایهٔ آن، آزمون‌های الکتریکی را می‌انجامند. این ولتاژ را به صورت U۰/U بیان می‌کنند که در آن U۰، مقدار مؤثّر ولتاژ میان هر رشته و زمین است و U، مقدار مؤثّر ولتاژ میان دو فاز.

## اهمیّت گزینش سیم وکابل برقمرغوب باسطح مقطعمناسب
طبق آمار گزارش‌شده از مرکز آمار، حدود پنجاه درصد حریق‌ها ناشی از استفادهٔ نامطلوب از برق است و حدود ده درصد از آن‌ها مربوط به عدم تناسب مقطع سیم و کابل مصرفی و غیراستاندارد در ساختمان‌هاست. گزینش سیم ملزوم ساختمان‌ها معمولاً به صورت سنّتی است و با توجّه به نوع مصرف، به‌طور صحیح و علمی گزینش نمی‌شوند؛ مثلاً برای همگی مصرف‌های روشنایی ساختمان از سیم ۱٬۵ و در پریزها از سیم ۲٬۵ استفاده می‌گردد. می‌توان سطح مقطع مناسب تری برای مصرف‌های خانگی برگزید که قیمت تمام‌شدهٔ آن کمتر و در مقابل با تهیهٔ سیم و کابل مرغوب، مانع از بروز آتش‌سوزی شود. به عنوان مثال، اگر برای روشنایی پذیرایی، از یک لوستر ده شاخه استفاده کنیم که هر شاخهٔ آن لامپْ صد وات داشته باشد، جریانی حدود پنج آمپر از سیم خواهد گذشت؛ بنابراین، با لحاظ کردن ضریب اطمینان به دلیل نزدیکی دو عدد ۴٬۵۴ و ۵ می‌توان سیم متناسب و مقرون بصرفهٔ ۰٬۷۵×۱ که در مقایسه با مقطع ۱٬۵ در حدود پنجاه درصد ارزان‌تر است برگزید. مثال دیگر، در مورد روشنایی سرویس بهداشتی و حمّام است که حدّاکثر دو لامپ برای روشنایی در این مکان‌ها مورد استفاده قرار می‌گیرد و بیشینهٔ جریان گذری ۰٬۹ آمپر بوده در این صورت سیم ۰٬۵×۱ مناسب است. همچنین، روشنایی راه‌پلّهٔ اتاق خواب و نمای ساختمان که در حال حاضر در بیشتر ساختمان‌ها در موردهای مذکور از سیم ۱۰۵ برای روشنایی استفاده می‌کنند.

## سیم الکترونیکی
سیم های الکترونیکی بخش بسیار مهمی از سیمها هستند.برخی از انواع عمده آنها را در اینجا توضیح می دهیم.

### سیم اتصال:
این نوع سیم معمولاً به عنوان یک سیم منفرد در نظر گرفته می شود که در نوعی عایق پوشانده شده است. معمولاً برای اتصالات نقطه به نقطه استفاده می شود یا سیم های مختلفی ممکن است برای اتصالات مختلف استفاده شود. در این شرایط، سیمها ممکن است در یک دستگاه سیم کشی به هم متصل شوند.

### فیدر کواکسیال RF یا سیم آنتن:
کابل کواکسیال RF برای انتقال سیگنال های فرکانس رادیویی استفاده می شود. این کابل به طور خاص برای سیگنال های رادیویی طراحی شده است و ویژگی های آن باعث می شود که آنها را با حداقل میزان تلفات حمل کند.همانطور که از نام آن پیداست یک فیدر کواکسیال یا کواکسیال از لایه های دایره ای متحدالمرکز تشکیل شده است.
رسانای کابل مقطع دایره ای شکل دارد. بیرون آن یک دی الکتریک عایق است که هادی داخلی را از یک هادی محافظ بیرونی جدا می کند که معمولاً به شکل قیطان است. بیرونی ترین لایه یک غلاف محافظ است.کابل کواکسیال سیگنال های فرکانس رادیویی را از یک مکان به مکان دیگر با حداقل سطح تلفات منتقل می کند.
سیگنال در طول کابل منتشر می شود و در هادی بیرونی که معمولاً یک بافته است، محدود می شود. به این ترتیب هیچ برقی نمی تواند فرار کند یا سیگنال های اضافی دریافت نمی شود.

### سیم اسکرین یا ارت
سیم اسکرین از نظر خصوصیات با کابل کواکسیال بسیار متفاوت است. نمی توان از آن برای حمل سیگنال های فرکانس رادیویی استفاده کرد زیرا ویژگی های آن با این برنامه متناسب نیست.این کابل ها برای میکروفون ها و حتی برای اتصالات بین دوشاخه های فونو برای سیستم های صوتی استفاده می شود.
برای برخی از کاربردهای صوتی، ممکن است از دو سیم برای ایجاد یک سیستم متعادل استفاده شود که در آن هیچ یک از سیم ها ارت نباشد. 

### کابل یا سیم فلت:
کابل های ریبون از چندین سیم رسانا تشکیل شده اند که در کنار هم قرار گرفته اند تا کابل های مسطح و عریض ایجاد کنند. ساختار آن شبیه یک روبان است که نام آن از آنجا گرفته شده است. به کابل فلت یا کابل چندسطحی نیز معروف است.

### کابل داده یاکابل شبکه:
با استفاده زیاد از رایانه و فناوری رایانه، نیاز روزافزونی برای ارسال داده ها از نقطه ای به نقطه دیگر وجود دارد. انواع مختلفی از کابل های داده در حال استفاده وجود دارد.نیاز اصلی یک کابل داده این است که باید بتواند داده ها را در طول با حداقل تعداد خطاهای داده در انتهای دریافت کننده انتقال دهد. 
این بدان معنی است که باید حداقل تابش سیگنال و دریافت تداخل وجود داشته باشد و همچنین شکل موج باید دست نخورده باقی بماند. برای رسیدن به این هدف معمولاً از قالب سیم پیچ خورده استفاده می شود. این امر سیم را در برابر تابش و جذب نویز محافظت می کند و در عین حال شکل موج را قادر می سازد تا در طول آن دست نخورده حرکت کند.
انواع مختلفی از مونتاژ کابل داده را می توان به صورت آماده خریداری کرد. کابل های 2464 اغلب همراه با انواع دیگر در دسترس هستند. احتمالاً پر استفاده ترین کابل این روزها برای برنامه های کاربردی سبک اترنت است و فرمت های "Cat 5" یا "Cat 5e" به راحتی در فرآیند بسیار رقابتی در دسترس هستند. این کابل ها را می توان برای بسیاری از اتصالات سبک شبکه کامپیوتری استفاده کرد.
هر یک از این کابل ها یا سیم های الکترونیکی در کاربردهای متفاوتی استفاده می شود. با استفاده از نوع صحیح کابل الکترونیکی اغلب می توان مقدار قابل توجهی از زمان را در طول مرحله ساخت الکترونیکی یک پروژه صرفه جویی کرد یا از عملکرد مناسب اطمینان حاصل کرد.

## مأخذها
1. ↑  «سیم‌کشی برق»،  مشخّصات امور فنّی عمومی و اجرایی تأسیسات برقی کارهای ساختمانی،  ۲۹.
2. ↑  https://www.awcwire.com/allied-university/product-faqs/ribbon-cable#:~:text=Ribbon%20cabling%20is%20used%20for,for%20other%20electronics%20and%20appliances.
3. ↑  https://www.electronics-notes.com/articles/electronic_components/cables/cable-wire-types.php#:~:text=Electronics%20connecting%20wire,bundled%20together%20ina%20wiring%20loom.

- مشخّصات امور فنّی عمومی و اجرایی تأسیسات برقی کارهای ساختمانی. ج. تأسیسات برقی فشار ضعیف و فشار متوسّط. سازمان مدیریّت و برنامه‌ریزی کشور. ۱۳۸۲. شابک ۹۶۴-۴۲۵-۴۵۸-۹.